# Lucerna-Palast

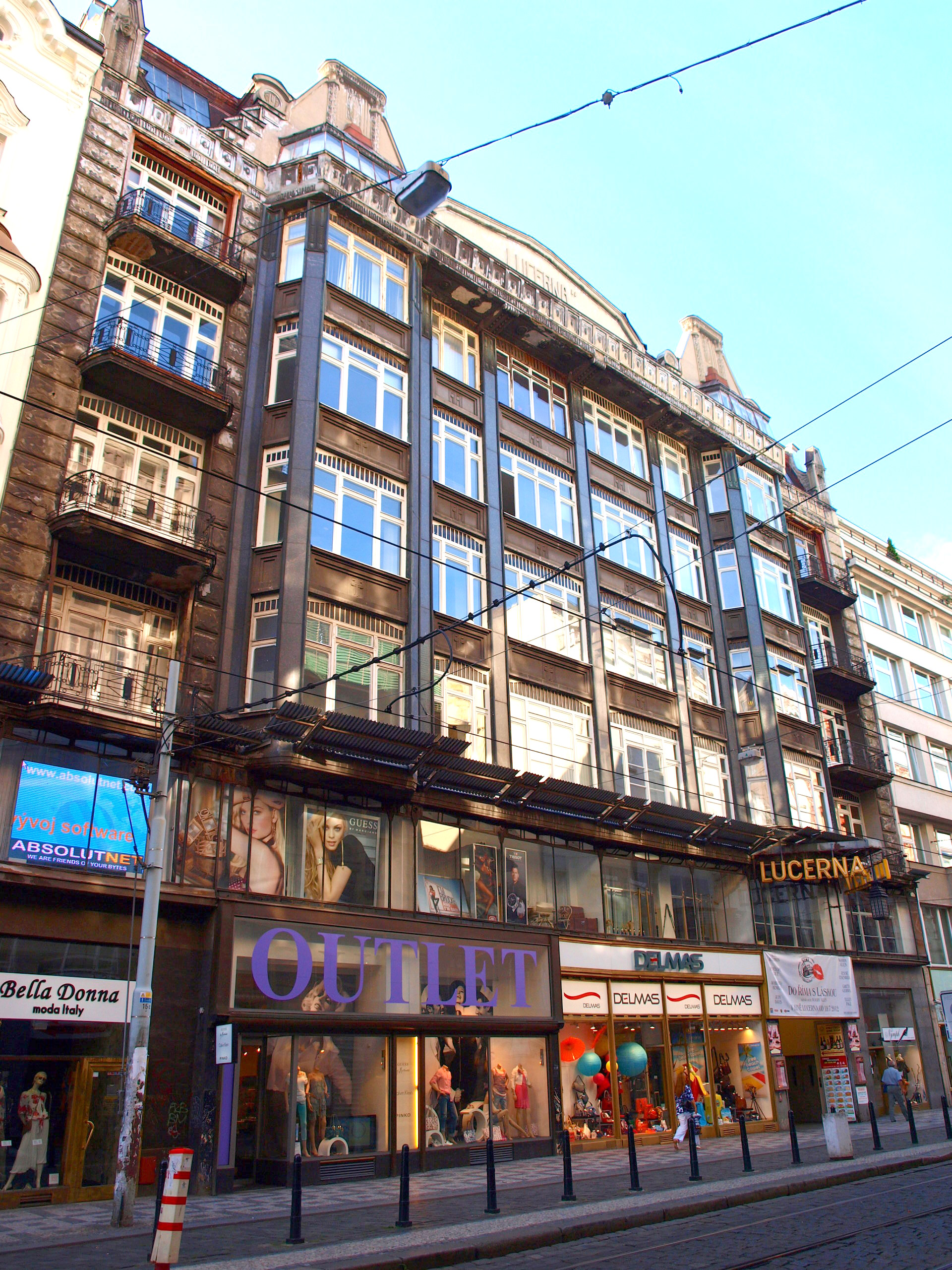
Lucerna-Palast

Der Lucerna-Palast (tschechisch Palác Lucerna) ist ein Unterhaltungs- und Einkaufskomplex in der Prager Neustadt, der sich in unmittelbarer Nähe zum Wenzelsplatz zwischen den Straßen Štěpánská und Vodičkova befindet. 2017 wurde er zum Nationalen Kulturdenkmal ernannt. Es war eines der ersten Stahlbetongebäude Prags.

## Architektur
Der Bau entstand in den Jahren 1907–1921 als Projekt der Bauherren J. Čamský und Vácslav Havel (1861–1921). Letzterer war der Großvater des späteren Präsidenten Václav Havel. Ursprünglich sollte der Palast als Eishockeystadion dienen. Nachdem sich zu Beginn der Bauarbeiten herausstellt hatte, dass die Halle für diesen Zweck nicht geeignet war, wurde sie zu einem großen Ballsaal umgeplant.
Das Gebäude weist Merkmale des späten Jugendstils und der aufkommenden Moderne auf. Den Entwurf der Fassade an der Straße Vodičkova schuf wahrscheinlich der Architekt Osvald Polívka, der auch die Fassaden einiger Prager Mietshäuser von Václav Havel senior entworfen hatte, die dieser größtenteils verkauft hatte, um den Bau des Lucerna-Palastes zu finanzieren.

## Bedeutung
Seit der Fertigstellung des Baus ist der Lucerna-Palast ein bedeutendes kulturelles und gesellschaftliches Zentrum Prags mit Konzerten, Bällen, Tagungen, Konferenzen, Modeschauen, Sportveranstaltungen. Hier wurden während der Ersten Tschechoslowakischen Republik Box- und Ringerturniere durchgeführt. Neben dem Großen Saal beherbergt der Komplex auch den Marmorsaal, ein Kino, eine Bar und ein Café. Im Laufe der Zeit sind hier bedeutende tschechische und ausländische Künstler aufgetreten. Seit Beginn des Betriebs wurde der Marmorsaal auch für Tanzkurse genutzt. Nach der Samtenen Revolution 1989 wurde der Lucerna-Palast an die Familie Havel restituiert.